# Rose (île)
Pour les articles homonymes, voir Rose.
L'île Rose est un atoll des Samoa américaines, point situé le plus au sud des États-Unis.

## Géographie

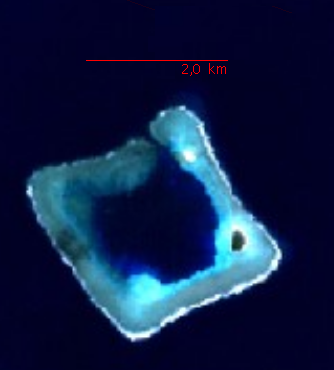
image satellite de l'atoll

Entourée d'un lagon et de récifs s'étendant sur 5 km2, il existe deux îlots dans son nord-est.

## Histoire
La première mention de l'île apparait chez Louis de Freycinet en 1819 qui lui donne le prénom de sa femme, Rose de Freycinet.
Plus tard en 1824, Otto von Kotzebue lui donne le nom de son premier lieutenant, Kordinkov.
L'île est célèbre pour le Rose Atoll Marine National Monument